# Burggrafenamt
Burggrafenamt (italià Burgraviato, ladí Burgraviat) és un districte de Tirol del Sud, que aplega la zona al voltant de Meran i el Passeiertal. Limita a l'oest amb Vinschgau, al sud amb Überetsch-Unterland, al nord-est amb Eisacktal i al sud-est amb Salten-Schlern.

## Municipis
El districte de Burgraviato/Burggrafenamt consta de 26 municipis amb 1.101 km² i 88.300 habitants (2001):
1. Hafling - Avelengo
2. Kuens - Caines
3. Tscherms - Cermes
4. Gargazon - Gargazzone
5. Algund - Lagundo
6. Lana - Lana
7. Laurein - Lauregno
8. Marling - Marlengo
9. Meran - Merano
10. Moos in Passeier - Moso in Passiria
11. Nals - Nalles
12. Naturns - Naturno
13. Partschins - Parcines
14. Plaus - Plaus
15. Burgstall - Postal
16. Proveis - Proves
17. Riffian - Rifiano
18. St. Leonhard in Passeier - San Leonardo in Passiria
19. St. Martin in Passeier - San Martino in Passiria
20. St. Pankraz - San Pancrazio
21. Schenna - Scena
22. Tirol - Tirolo
23. Tisens - Tesimo
24. Ulten - Ultimo
25. Unsere Liebe Frau im Walde-St. Felix - Senale-San Felice
26. Vöran - Verano